# Nani
Luís Carlos Almeida da Cunha, mer känd som Nani, född 17 november 1986 i Amadora, är en portugisisk professionell fotbollsspelare som spelar för Melbourne Victory i A-League Men. Han representerade Portugals landslag mellan 2006 och 2017. Hans position är yttermittfältare.

## Biografi
Nani föddes i Amadora till invandrare från Kap Verde. När Nani var fem år åkte hans far på semester till Kap Verde för att aldrig senare återvända, och när han var tolv övergav hans mor familjen för att skaffa sig ett nytt liv i Nederländerna. Han uppfostrades av sin moster Antonia i Amadoradistriktet i Lissabon, där han och hans barndomsvän Manuel Fernandes (mittfältare i bland annat Lokomotiv Moskva) ofta spelade fotboll tillsammans.

## Klubbkarriär

### Tidig karriär
Nani växte upp som Portofan och han spelade juniorfotboll för Real Sport Clube innan han kom med i Sporting Lissabons juniorlag.

### Sporting Lissabon
Nani gjorde sin debut för Sporting Lissabons A-lag säsongen 2005/06 och under säsongen spelade han totalt 36 matcher och gjorde fem mål. Under hans andra säsong gjorde han en liknande insats med totalt 40 spelade matcher och sex mål. Han var med och vann Portugisiska cupen och spelade sex matcher i Uefa Champions League med ett mål.

### Manchester United
Nani såldes sommaren 2007 till Manchester United. Han klarade den medicinska undersökningen den 6 juni och skrev på ett femårskontrakt. Transfersumman spekulerades ligga kring 25 miljoner euro. Även Tottenham Hotspur var intresserade av att köpa loss den portugisiske teknikern, och lade även de ett bud. Nani gjorde mål i sin debut på försäsongen i en vänskapsmatch mot Shenzhen Shangqingyin, där United vann med 6–0. Han gjorde även mål i den följande matchen mot Guangzhou Pharmaceutical med en chip från vänstra sidan av straffområdet.
Nani gjorde sin tävlingsdebut för Manchester United den 5 augusti 2007, när han kom in i Community Shield-matchen mot Chelsea. Hans debut slutade med en trofé efter att the Red Devils vann med 3–0 efter straffar som följde efter 1–1 efter full tid. Detta följdes av Nanis tredje mål för klubben några dagar senare, när han gjorde mål mot Glentoran.
Nanis Premier League-debut kom i Uniteds första hemmamatch mot Reading den 12 augusti när han kom in som avbytare för Wayne Rooney, som skadade sig. Den 26 augusti 2007 gjorde Nani sitt första Premier league-mål, med ett fantastiskt långskott i den 69:e minuten mot Tottenham Hotspur. Nani framspelade också viktiga mål till Louis Saha och Nemanja Vidić, vilket gjorde att United vann mot både Sunderland och Everton med 1–0. Han gjorde också ett fantastiskt mål mot Middlesbrough i 4–1-vinsten. Han spelade mot sin tidigare klubb, Sporting Lissabon, i en Champions League-match i september, men där var det tidigare Sporting-spelaren Cristiano Ronaldo som stal strålkastarljuset efter att ha gjort matchens enda mål.

Nani i Manchester United hösten 2008.

Den 18 februari 2008 blev Nani utsedd till matchens spelare mot Arsenal i FA-cupens fjärde omgång. Hans mål och två assists bidrog till Uniteds 4–0-vinst. Den 23 mars assisterade Nani till det andra målet och gjorde själv det sista målet i 3–0-vinsten över rivalerna Liverpool, i den 79:e respektive 81:a minuten efter att ha kommit på planen som avbytare. Den 3 maj, i slutet av 4–1-vinsten mot West Ham United, fick han sitt första röda kort som spelare i Manchester United. I Champions League-finalen den 21 maj 2008 kom Nani in som avbytare för Wayne Rooney. United besegrade Chelsea med 6–5 efter straffar följt efter 1–1 efter tilläggstid. Nani gjorde Manchester Uniteds kritiska femte mål i straffsparksläggningen.
Nani gjorde sitt första mål under säsongen 2008/09 den 23 september, i 3–1-vinsten mot Middlesbrough i slutminuterna i fjärde omgången av Ligacupen. Den 18 oktober gjorde han mål på Wayne Rooneys assist i 4–0-vinsten över West Bromwich Albion. Den 20 januari 2009 gjorde han det första målet i 4–2-vinsten hemma mot Derby County i andra matchen i Ligacupsemifinalen.
Efter det att Cristiano Ronaldo lämnade United för Real Madrid sommaren 2009 förväntades Nani ta över landsmannens roll i klubben. Tävlingssäsongen inleddes med förlust i Community Chield-matchen mot Chelsea efter straffar. Nani gjorde matchens första mål men drog axeln ur led under matchen. Den 22 augusti gjorde han säsongens första mål i Premier League i en match mot Wigan Athletic. Efter flera svaga insatser kritiserade Nani tränaren Alex Fergusons bristande förtroende för honom, men efter att ha talat ut med tränaren spelade han bättre. I slutet av mars 2010 skrev Nani på ett nytt fyraårskontrakt med United som sträckte sig till 2014. Den 7 april gjorde han sina första mål i Champions League för United när han gjorde två mot Bayern München i en match som United vann med 3–2. Bayern gick dock vidare efter totalt 4–4 och fler bortamål. Den 24 april gjorde han sitt första Premier League-mål på Old Trafford på 18 månader i en match mot Tottenham Hotspur. Totalt under säsongen spelade Nani 34 matcher för United och gjorde sex mål.
Sitt första mål för United säsongen 2010/11 gjorde Nani mot West Ham United, där han även utsågs till matchens spelare. Han gjorde en bra säsong, där han på totalt 49 matcher gjorde tio mål, och utsågs av sina medspelare till säsongens bästa spelare i klubben.
Nani inledde 2011/12 års säsong med att göra två mål, varav ett kom på tilläggstid och innebar seger med 3–2, i Community Shield-matchen mot ärkerivalen Manchester City. Han utsågs till matchens spelare. Under säsongen spelade han totalt 40 matcher och gjorde tio mål, men under nästföljande säsong spelade han bara 21 matcher och gjorde bara tre mål. I Premier League startade han bara sju matcher och gjorde ett mål.
I början av september 2013 förnyade Nani sitt kontrakt med United, vilket då sträckte sig till 2018. Trots detta kämpade Nani mot skador och bristande form under större delen av säsongen. Nani spelade bara 13 matcher totalt under säsongen och gjorde bara ett mål.

#### Sporting Lissabon (lån)
Den 19 augusti 2014 offentliggjordes det att Nani lånades ut till sin gamla klubb Sporting Lissabon över 2014/15 års säsong. Debuten blev inte lyckad då Nani missade en straff, fick ett gult kort och blev utbytt. Senare under säsongen var han med och vann Portugisiska cupen för andra gången. Han satte sin straff i straffsparksläggningen i finalen mot Braga. På totalt 37 matcher gjorde han tolv mål under säsongen.

### Fenerbahçe

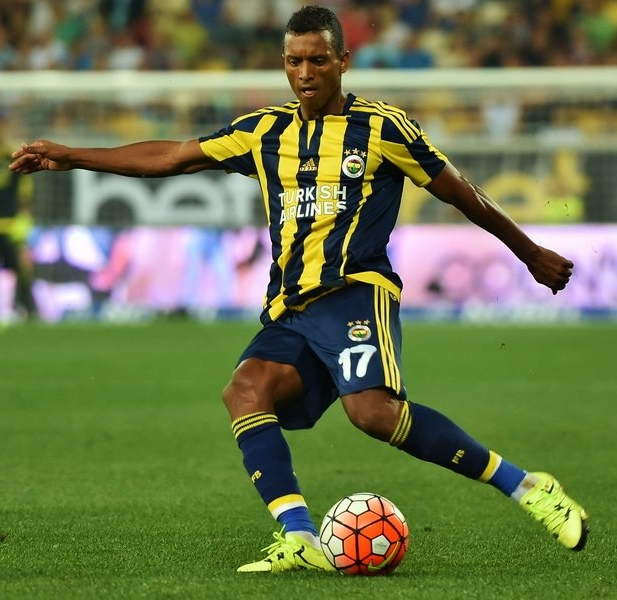
Nani i Fenerbahçe 2015.

Sommaren 2015 skrev Nani på ett treårskontrakt med Fenerbahçe. Säsongens facit blev totalt 47 matcher och tolv mål.

### Valencia
Efter bara en säsong med Fenerbahçe gick Nani till Valencia, där han också skrev på ett treårskontrakt. Han gjorde där fem mål på 26 matcher.

#### Lazio (lån)
I slutet av augusti 2017 lånades Nani ut till Lazio över säsongen 2017/18. Nani spelade där totalt 25 matcher och gjorde tre mål.

### Sporting Lissabon
Inför 2018/19 års säsong blev Nani klar för sin gamla klubb Sporting Lissabon igen. På totalt 28 matcher där gjorde Nani nio mål.

### Orlando City
I februari 2019 gick Nani till Orlando City på ett treårskontrakt. Han gjorde sina första mål för klubben den 6 april 2019 när han gjorde två stycken, inklusive en matchvinnande straff i 89:e minuten, i en 4–3-seger över Colorado Rapids.

### Venezia
Den 14 januari gick Nani på fri transfer till den italienska klubben Venezia, där han skrev på ett kontrakt till sommaren 2023.

## Internationell karriär

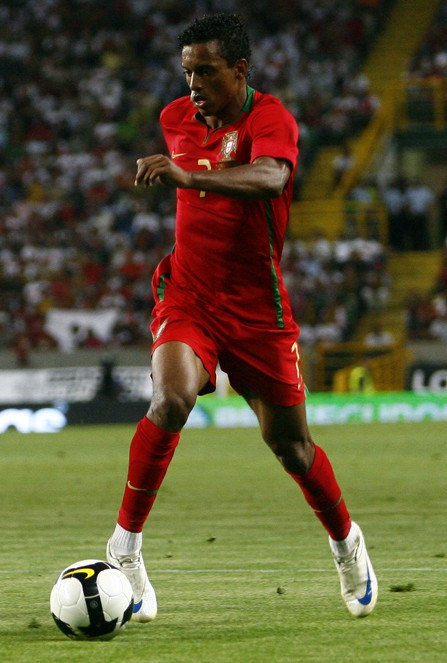
Nani i Portugals landslagsdräkt 2008.

Nani var den yngsta spelaren i Portugals U21-landslag under U21-EM i fotboll 2006. Han gjorde sitt första framträdande för Portugals A-landslag den 1 september 2006 och gjorde direkt mål i Portugals 4–2-vinst över Danmark i en vänskapsmatch. Han blev utsedd till matchens spelare.
Nani var ordinarie spelare i den portugisiska truppen i kvalet till EM 2008, och gjorde ett av målen i 2–1-vinsten borta mot Belgien den 2 juni 2007. Han stod även för assisten till Ricardo Quaresmas mål i en vänskapsmatch mot Italien den 6 februari 2008. Nanis form i Manchester United under säsongen 2007/08 gav honom en plats i Luiz Felipe Scolaris 23-mannatrupp till EM 2008 tillsammans med bland annat lagkamraten Cristiano Ronaldo. Han fick sparsamt med speltid, men gjorde assist till Postigas mål under kvartsfinalen mot Tyskland den 19 juni 2008. Det hjälpte dock inte så mycket eftersom Portugal till slut förlorade med 2–3. Han var även med i EM 2012 och VM 2014, där han gjorde mål mot USA. Under EM 2016 var Nani med i laget som vann guld. Han gjorde mål i den sista gruppspelsmatchen mot Ungern, satte en straff i straffsparksläggningen i kvartsfinalen mot Polen och gjorde mål i semifinalen mot Wales.

## Målgest
Nani firar med en uppseendeväckande målgest. Den består oftast av en handvolt och/eller en frivolt av något slag. Målgesten härstammar från Nanis uppväxt med capoeira, vilket han utövade som barn. Ett tag rapporterades det att Manchester Uniteds tränare Alex Ferguson förbjöd Nanis firande med tanke på att han kunde skada sig. Detta har dock aldrig bekräftats av varken Ferguson eller Nani. Trots det förmodade förbudet har Nani fortsatt med sitt firande.

## Meriter
- Sporting Lissabon
  - Portugisiska cupen: 2006/07, 2014/15
  - Portugisiska Ligacupen: 2018/19

- Manchester United
  - Premier League: 2007/08, 2008/09, 2010/11, 2012/13
  - Engelska Ligacupen: 2008/09, 2009/10
  - FA Community Shield: 2007, 2008, 2010, 2011
  - Uefa Champions League: 2007/08
  - VM för klubblag: 2008

- Portugal
  - Fotbolls-EM: 2016

- Individuellt
  - SJPF Månadens Unga Spelare: Maj 2007
  - PFA Team of the Year: Premier League 2010/11
  - Manchester United Players' Player of the Year: 2010/11
  - SJPF Månadens Spelare: Oktober 2014, november 2014
  - Sporting Lissabon Årets Spelare: 2015
  - Flest assists i Premier League: 2010/11
  - Comendador da Ordem do Mérito